# Andrzej Stech

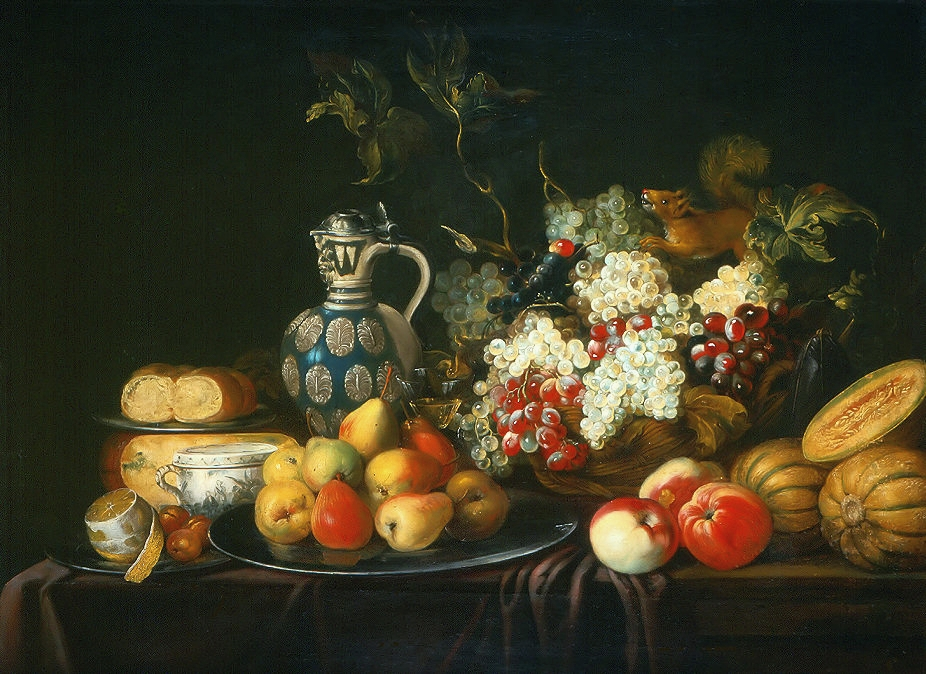
Martwa natura z wiewiórką i dzbanem (1658), Galeria Sztuki Dawnej Muzeum Narodowego, Gdańsk

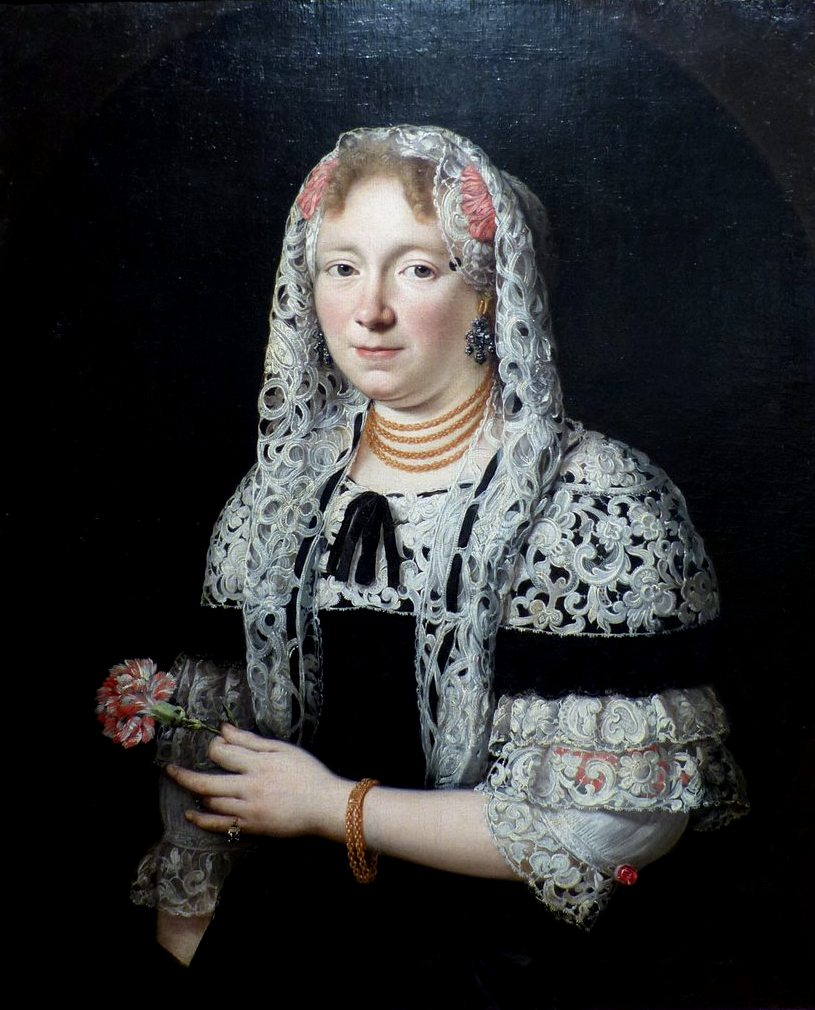
Portret patrycjuszki gdańskiej (1685), Galeria Sztuki Dawnej Muzeum Narodowego, Gdańsk

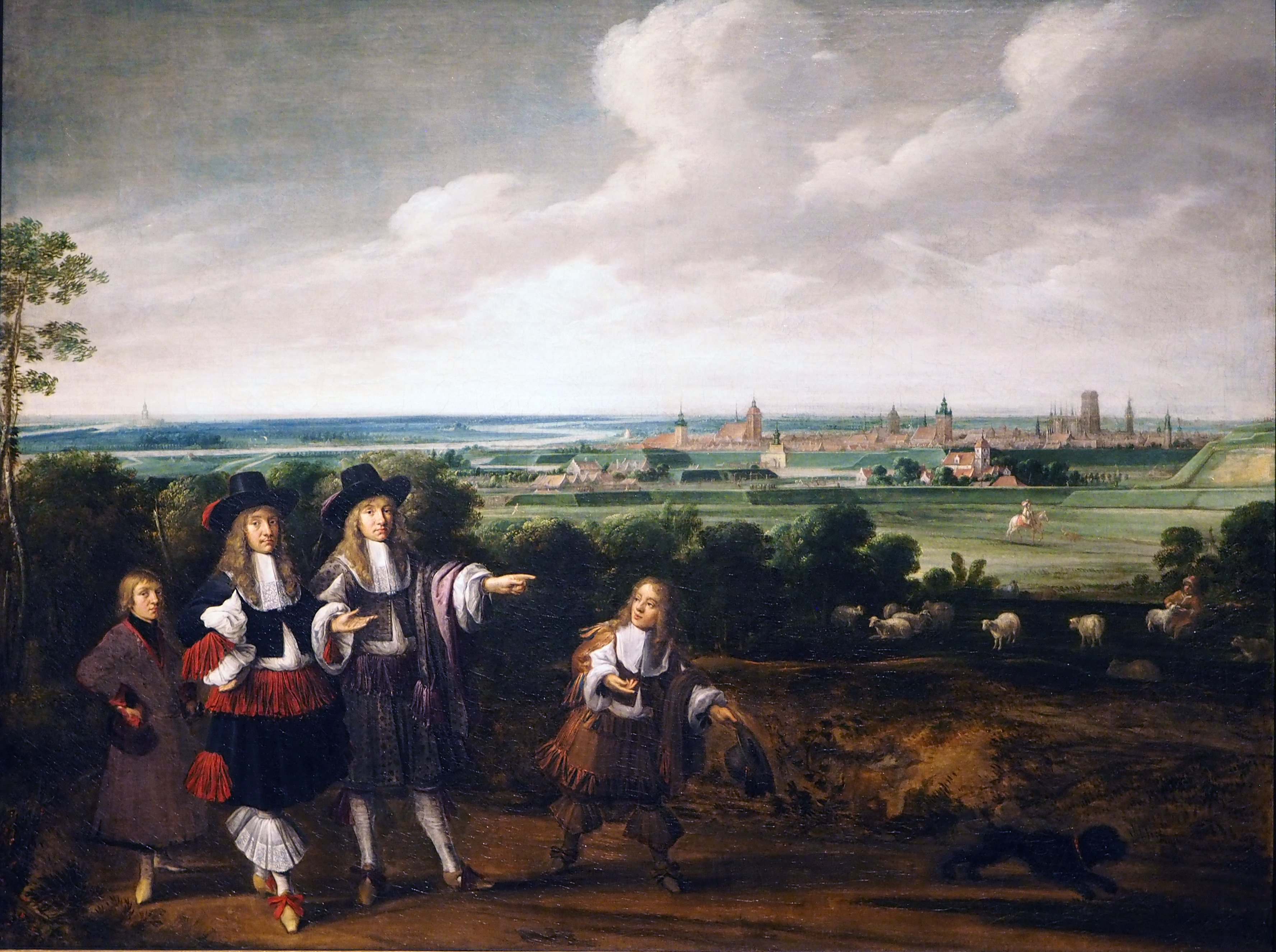
Spacer za murami Gdańska (ok. 1670), Herzog Anton Ulrich-Museum, Brunszwik

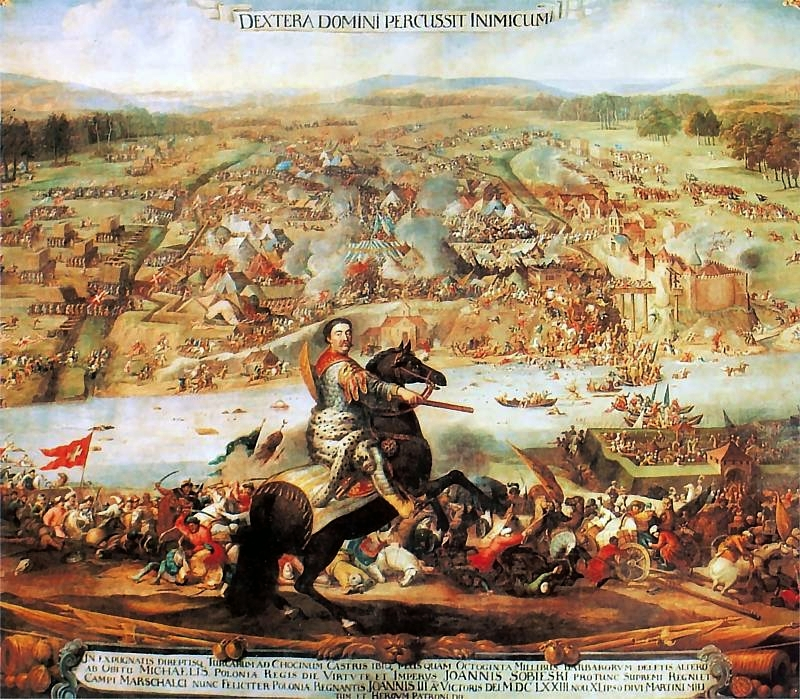
Bitwa pod Chocimiem (1674-79), Lwowska Galeria Sztuki, Lwów

Andrzej Stech (ochrz. 9 września 1635 w Słupsku, zm. 12 stycznia 1697 w Gdańsku) – gdański malarz i rysownik okresu baroku.

## Życie
Był synem malarza Heinricha Stecha z Lubeki. W 1636 wraz z rodziną przybył do Gdańska. Prawdopodobnie uczył się u swego ojca, od 1653 zapewne u swego teścia Adolfa Boya (1612–1683/3). W 1658 poślubił córkę mistrza, wdowę po malarzu Auguście Ranischu. Po śmierci pierwszej żony wziął ślub z  Adelgundą, córką Nikiasza Wulfa. Z pierwszego małżeństwa miał pięcioro, z drugiego czworo dzieci. W 1662 został mistrzem cechowym na podstawie prac: Powołanie św. Andrzeja i Krezus rzucający się w płomienie. W 1667 otrzymał gdańskie obywatelstwo. W 1673 został ławnikiem. Od 1677 pracował dla króla Jana III Sobieskiego. Jego brat również był malarzem.

## Twórczość
Malował obrazy religijne, portrety, martwe natury, sceny alegoryczne i historyczne.
Na zamówienie władz Gdańska wykonywał liczne portrety oraz projekty gobelinów do Dworu Artusa. Malował obrazy religijne dla miejskich świątyń protestanckich oraz kościołów katolickich w Gdańsku, Oliwie i Pelplinie. Wiele prac wykonał dla króla Jana III Sobieskiego, m.in. niezachowane malowidła sufitowe w Pałacu w Wilanowie. Jako portrecista łączył wzorce malarzy niderlandzkich z tradycją portretową stworzoną przez Daniela Schultza. 
W sztuce religijnej pozostawał pod wpływem malarstwa flamandzkiego, głównie Petera Paula Rubensa. W latach 1689–96, przy udziale uczniów, wykonał zespół 15 obrazów do klasztoru cystersów w Pelplinie. Do jego najlepszych obrazów należy Fundacja klasztoru w Pogódkach (1675). Ta duża wielkoformatowa kompozycja ukazuje wydarzenie historyczne, które miało miejsce w 1258. Artysta zaktualizował stroje i architekturę, która przypomina współczesne mu wnętrze kościoła w Pelplinie.  
Europejski sukces odniósł jako ilustrator dzieł naukowych  Jana Heweliusza (30 rysunków do Machineae coelestis) i przyrodnika Jakuba Breyna (37 rysunków kwiatów do Icones exoticarum plantarum).

## Wybrane dzieła
- Martwa natura z wiewiórką -  1658, olej na płótnie, 90 x 122 cm, Galeria Sztuki Dawnej Muzeum Narodowego, Gdańsk
- Portret Piotra Fabri -  ok. 1663, olej na płótnie, 114 x 84 cm, Galeria Sztuki Dawnej Muzeum Narodowego, Gdańsk
- Portret mężczyzny z dwoma kwiatami -  ok. 1666, olej na płótnie, 84 x 75 cm, Galeria Sztuki Dawnej Muzeum Narodowego, Gdańsk
- Powołanie św. Macieja Apostoła -  1670, olej na płótnie, 238 x 128 cm, Katedra w Pelplinie
- Chrystus w drodze do Emaus -  1670, olej na płótnie, 47 x 112 cm, Katedra w Pelplinie
- Portret Jana Heina -  ok. 1670, olej na płótnie, 95 x 72 cm, własność prywatna, Połczyn
- Spacer za murami Gdańska -  ok. 1670, olej na płótnie, 86,2 x 113 cm, Herzog Anton Ulrich-Museum, Brunszwik
- Św. Róża z Limy -  1671, olej na blasze miedzianej, 152 x 105 cm, Kościół św. Mikołaja w Gdańsku
- Św. Różą z Jezusem -  1671, olej na blasze miedzianej, 0,50 x 0,50 cm, Kościół św. Mikołaja w Gdańsku
- Męczeństwo św. Andrzeja -  1672, olej na płótnie, 232 x 139 cm, Katedra w Pelplinie
- Chrzest dworzanina etiopskiego -  1672, olej na płótnie, 300 x 145 cm, Katedra w Pelplinie
- Bitwa pod Chocimiem -  (1674-79), olej na płótnie, 550 × 675 cm, Lwowska Galeria Sztuki, Lwów
- Wyznanie wiary św. Maurycego –  1674, olej na płótnie, 213 × 135 cm, Katedra w Pelplinie
- Darowanie cystersom Pogódek przez Sambora II -   1675,  olej na płótnie, 189 x 294 cm, Katedra w Pelplinie
- Autoportret -  ok. 1675, olej na desce, 65 x 51 cm (owal), Galeria Sztuki Dawnej Muzeum Narodowego, Gdańsk
- Portret mężczyzny -  ok. 1675, olej na desce, 98 x 71 cm, Muzeum Narodowe w Poznaniu
- Portret imaginacyjny księcia Sambora II -  1676, olej na płótnie, 300 x 200 cm, Katedra w Pelplinie
- Portret imaginacyjny księcia Mestwina I -  1676, olej na płótnie, 300 x 200 cm, Katedra w Pelplinie
- Portret Jan Heweliusza -  1677-79, olej na płótnie, 125 x 102 cm, Bodleian Library, Oksford[2]
- Portret Jana Gabriela Schmiedta -  1678, olej na płótnie, 79 x 64 cm, Galeria Sztuki Dawnej Muzeum Narodowego, Gdańsk
- Martwa natura kwiatowa -  ok. 1678, olej na płótnie, 63 x 46 cm, Stadtlische Kunstsammlungen, Augsburg
- Portret młodzieńca z medalem -  1678-80, olej na płótnie, 78 x 52,5 cm, Galeria Sztuki Dawnej Muzeum Narodowego, Gdańsk
- Portret Henryka Schwarzwaldta -  1682, olej na płótnie, 127 x 93 cm, Galeria Sztuki Dawnej Muzeum Narodowego, Gdańsk
- Płaczący filozof (Heraklit) -  1682-85, olej na płótnie, 92 x 76,5 cm, Biblioteka Gdańska PAN
- Śmiejący się filozof (Demokryt) -  1682-85, olej na płótnie, 92 x 76,5 cm, Biblioteka Gdańska PAN
- Portret Idziego Straucha -  ok. 1682, olej na papierze, 21 x 17,5 cm, Galeria Sztuki Dawnej Muzeum Narodowego, Gdańsk
- Maria i św. Bernard jako orędownicy konwentu oliwskiego -  1686, olej na płótnie, 500 x 180 cm, Bazylika archikatedralna w Gdańsku-Oliwie
- Portret Gabriela Fryderyka Engelcke -  1686, olej na płótnie, 127 x 102 cm, Galeria Sztuki Dawnej Muzeum Narodowego, Gdańsk
- Wizja Ezechiela -  1688-90, obraz na gwaszu, 0,70 x 120 cm, Kościół św. Katarzyny w Gdańsku
- Ukrzyżowanie -  1690, olej na płótnie, 173 x 132 cm, Katedra w Pelplinie
- Wojownik rzymski -  1690, olej na płótnie, 286 x 117 cm, Galeria Sztuki Dawnej Muzeum Narodowego, Gdańsk
- Ukrzyżowanie -  1696, olej na płótnie, Plebania Bazyliki konkatedralnej Wniebowzięcia Najświętszej Maryi Panny w Gdańsku
- Portret Jakuba Grunwaldta -  1696-97, olej na płótnie, 79,5 x 62 cm, Muzeum Historyczne Miasta Gdańska

1674-1679